# Rotala verticillaris
Rotala verticillaris är en fackelblomsväxtart som beskrevs av Carl von Linné. Rotala verticillaris ingår i släktet Rotala och familjen fackelblomsväxter. Inga underarter finns listade i Catalogue of Life.